# Pallavolo Hermaea
La Pallavolo Hermaea è una società pallavolistica femminile italiana con sede a Olbia.

## Storia

### Gli inizi
La Pallavolo Hermaea nasce nel 1980 da un gruppo di appassionati della disciplina con il nome Gruppo Sportivo Avis Olbia.
La società inizia l'avventura con l'iscrizione di una squadra nel torneo di Prima divisione, la quale viene affidata al coach Domenico Mutzu.
Per tre anni la società milita in questo campionato fino ad ottenere nel 1982-83 la promozione in Serie D.
L'anno successivo, nella stagione 1983-84 la società cambia il nome in Pallavolo Hermaea.
In quell'anno inizia a prendere corpo il settore giovanile, iniziando a formare giovani interessanti, tanto da aggiudicarsi negli anni vari tornei, tra cui quello nazionale nel 1986 riservato alla categoria minivolley e super minivolley svolto a San Marcello Pistoiese.
Nel 2000-01 vince il campionato di Serie D e approda nel massimo campionato regionale, la Serie C.
Si deve attendere la metà degli anni 2000, precisamente nella stagione 2006-07 però per vedere l'Hermaea a livello nazionale: il presidente Pierluigi Caria, con la collaborazione di Sandro Podda e degli altri dirigenti, riesce ad allestire una squadra di tutto rispetto che riesce a far sognare i propri dirigenti e tifosi conquistando con qualche giornata d'anticipo la vittoria del campionato.

### I campionati nazionali
Il primo campionato di Serie B2, nella stagione 2007-08, dopo un avvio stentato la squadra riesce al girone di ritorno a conquistare vittorie importanti sancendo la salvezza con tre giornate di anticipo dalla fine del campionato. Nell'estate del 2008 avviene una svolta importante per l'organizzazione societaria che ruota intorno al campionato di Serie B2: al presidente Caria si affiancano, come vicepresidente Gianni Sarti, già presente come dirigente, il nuovo direttore tecnico Andrea Schettino e il direttore sportivo Marco Uscidda, nuova e importante figura per il sodalizio Olbiese. Dopo 8 anni di presidenza, il presidente Caria decide di lasciare: l consiglio direttivo cerca al suo interno una figura che possa assumersi onori e oneri della presidenza e la proposta viene fatta a uno dei due vicepresidenti, Gianni Sarti, che accetta.
Il campionato 2008-09 è giocato discretamente e la squadra termina all'ottavo posto, mentre la stagione successiva vede l'obiettivo dei play off sfuggire di un soffio, il risultato finale è un lusinghiero 5º posto. L'anno successivo l'Hermaea ha come obiettivo dichiarato quello di portare la compagine olbiese nelle zone alte del campionato, con lo scopo di far crescere il livello generale della società, sia a livello direttivo che tecnico: obiettivo raggiunto, la squadra raggiunge i play-off per giocarsi il passaggio alla categoria superiore contro la Snoopy Pesaro ma viene sconfitta a gara 3.
Play-off che arrivano anche l'anno successivo dopo un secondo posto in regular season, ma anche questa volta i sogni promozione sono rimandati a causa della sconfitta in tre gare contro il Costa Verde Cefalù Volley, ma in estate la FIPAV propone il passaggio di categoria, a causa delle numerose rinunce, e l'Hermaea è per la prima volta nella sua storia in Serie B1.
La squadra della stagione 2012-13, sponsorizzata Sartel, però non è competitiva, ottiene solo 4 punti e una sola vittoria, e l'ultimo posto è inevitabile: è subito retrocessione, ma come l'anno precedente la contingenza economica negativa spinge diverse squadre a non iscriversi al campionato, in virtù di ciò l'Hermaea viene ripescata.
Il secondo ripescaggio dà nuova fiducia alla società del presidente Sarti e grazie al nuovo main sponsor Geovillage, il resort sportivo più grande d'Europa, che concede anche il suo palazzetto, il Geopalace da 3000 posti, nuova casa dell'Hermaea, si costruisce una squadra competitiva per la categoria: viene deciso di puntare tutto su un allenatore professionista e l'ex allenatore dei tempi della B2 Andrea Schettino suggerisce Luca Secchi.
La società balza alle cronache nazionali nell'autunno del 2013: a seguito dei nefasti avvenimenti accaduti il 18 novembre di quell'anno, quando il ciclone Cleopatra ha devastato l'intera Sardegna e la città di Olbia in particolare, in segno di ringraziamento per tutti quei volontari che si sono prodigati in maniera encomiabile per alleviare le sofferenze della popolazione, il presidente decide di cambiare il nome della squadra da Sartel Hermaea in Angeli del Fango Hermaea Olbia, rinunciando alla sponsorizzazione in favore degli alluvionati.
La regular season nonostante ciò è giocata ad alti livelli e alla fine la squadra termina al secondo posto, alle spalle di Filottrano, ancora play-off: di fronte però si trova la VolAlto Caserta, e non c'è storia. In due gare le campane passano il turno e alla fine vinceranno anche i play-off conquistando la promozione. Due squadre che avevano il diritto di partecipazione alla Serie A2 2014-15, ossia la Savino Del Bene e il Cadelbosco, rinunciano all'iscrizione: al posto di queste sono state ripescate il Club Italia e la Hermaea. In questo modo, la squadra olbiese disputerà il suo primo campionato nella seconda divisione nazionale.

### La Serie A2
Nella stagione 2014-15 l'Hermaea disputa il primo campionato di Serie A2 della sua storia. Esordisce in casa il 9 novembre 2014 battendo la Filottrano per 3-2. La settimana successiva il Main Sponsor è Entu, l'azienda di telecomunicazioni del presidente Sarti. Dopo essere retrocessa a fine campionato, a causa della mancata iscrizione di alcune squadre, viene ripescata in serie cadetta anche per la stagione 2015-16 durante la quale disputa per la prima volta la Coppa Italia di Serie A2.
La stagione 2018-19 è per l'Hermaea la più amara da quando milita in Serie A2: termina sia la regular season che la successiva pool salvezza all'ultimo posto in classifica e viene retrocessa in Serie B1. Diverse rinunce all'iscrizione in Serie A2 per la stagione successiva consentono tuttavia all'Hermaea di essere nuovamente ripescata. Nell'annata 2021-22 conquista la prima partecipazione ai play-off promozione dove viene eliminata agli ottavi di finale dal Talmassons. Al termine del campionato 2024-25, dopo undici stagioni consecutive in Serie A2, rinuncia all'iscrizione per la stagione successiva.

## Rosa 2024-2025
| N° | Nome             | Ruolo | Data di nascita  | Nazionalità sportiva |
| -- | ---------------- | ----- | ---------------- | -------------------- |
| 1  | Karin Barbazeni  | C     | 24 febbraio 1999 | Italia               |
| 2  | Naomi Ngolongolo | C     | 26 dicembre 2002 | Francia              |
| 7  | Sophie Blasi     | L     | 16 dicembre 2002 | Italia               |
| 9  | Rosita Civetta   | P     | 21 febbraio 2003 | Italia               |
| 10 | Laura Partenio   | S     | 1º gennaio 1970  | Italia               |
| 11 | Sara Fontemaggi  | S     | 6 dicembre 2002  | Italia               |
| 12 | Piia Korhonen    | O     | 12 gennaio 1997  | Finlandia            |
| 13 | Laura Pasquino   | P     | 9 gennaio 2002   | Italia               |
| 14 | Alice Trampus    | S     | 22 aprile 2004   | Italia               |
| 16 | Hanna Kögler     | S     | 2 ottobre 2004   | Germania             |
| 17 | Michela Negri    | C     | 10 gennaio 2003  | Italia               |
| 18 | Caterina Piredda | O     | 18 giugno 2006   | Italia               |